# Kampffmeyer Mühlen
Die Kampffmeyer-Mühlen GmbH mit Sitz in Hamburg war einer der größten deutschen Anbieter von Getreidemahlprodukten für die Lebensmittelindustrie und das Backgewerbe. Sie war ein Geschäftsbereich der VK Mühlen AG und trat mit ihren Tochtergesellschaften unter der Marke „Kampffmeyer Milling Group“ auf.
Zu den neun Mühlenstandorten der Kampffmeyer Mühlen GmbH zählten u. a. die Aurora Mühle Hamburg, die Ellmühle Köln sowie die Hildebrandmühlen Frankfurt am Main. Dort werden überwiegend Weizen und Roggen vermahlen. In der Vertriebsgesellschaft „Aurora Mühlen GmbH“ waren das Marketing und der Vertrieb für die Produkte des Lebensmitteleinzelhandels gebündelt.

## Geschichte
Die Geschichte der Kampffmeyer-Mühlen reicht bis ins Mittelalter zurück. Aus den einstigen Windmühlen und Wassermühlen mit relativ geringer und schwankender Leistung entstanden im Laufe der Jahrhunderte, insbesondere im Zuge der Industriellen Revolution, moderne und leistungsfähige Mühlen. Die Geschichte der Unternehmensgruppe ist in einem E-Book dokumentiert.
Die Unternehmensgruppe ging auf Emil Kampffmeyer zurück, der das Unternehmen 1883 in Potsdam gründete. Sein Sohn, Kurt Kampffmeyer Sen., erweiterte den Handel über die regionalen Grenzen hinaus und legte mit dem Kauf der Potsdamer Dampfmühle 1915 den Grundstein für weiteres Wachstum. 1922 wurde der Firmensitz nach Berlin verlegt und das Unternehmen expandierte durch die Übernahme einiger traditionsreicher Mühlen und Silobetriebe. Nach dem Zweiten Weltkrieg verlor der Mühlbetrieb zahlreiche Betriebsstätten u. a. in Potsdam, Jarmen und Pritzwalk. Der Firmensitz wurde zunächst nach Hameln und dann nach Hamburg verlegt. Mit dem Tod von Kurt Kampffmeyer Sen. 1949 übernahm sein Sohn Kurt Kampffmeyer Jun. das Unternehmen, baute es weiter aus und führte es zentral unter einheitlichem Auftritt.
1983 musste das Unternehmen als Aktiengesellschaft umstrukturiert werden. Deshalb übernahm die Vereinigte Kunstmühlen Aktiengesellschaft (seit 1989 VK Mühlen) das Unternehmen, unter deren Holding es seitdem betrieben wird. Zu den wesentlichen, geschützten Traditionsmarken des Unternehmens gehörten „Aurora“, „Gloria“, „Diamant“ und „Rosenmehl“.
Im Oktober 2014 firmierte die gesamte VK Mühlen AG zu „GoodMills Deutschland GmbH“ um.